# ابراهیم اوگولولا
ابراهیم اوگولولا (انگلیسی: Ibrahim Ogoulola؛ زادهٔ ۳ فوریهٔ ۲۰۰۰) بازیکن فوتبال اهل بنین است.
وی همچنین در تیم ملی فوتبال بنین بازی کرده است.